# Kadzidłowo
Kadzidłowo (niem. Kadzidlowen) – kolonia w Polsce, w sołectwie Nowa Ukta, położona w województwie warmińsko-mazurskim, w powiecie piskim, w gminie Ruciane-Nida. W latach 1975–1998 kolonia administracyjnie należała do województwa suwalskiego. 
Znajduje się tu Prywatny Park Dzikich Zwierząt, mający za zadanie chronić gatunki, którym grozi wymarcie. Są to między innymi jelenie syberyjskie, bizony, wilki, żubry, sarny, koniki polskie (będące potomkami wymarłych tarpanów), daniele, łosie, bobry oraz wiele gatunków ptactwa. Przy Parku działa muzeum przyrodnicze. W Kadzidłowie znajduje się czynny cmentarz staroobrzędowców. Jest to jedna z nielicznych tego typu nekropolii w kraju.

## Historia
Osada założona nad jeziorem Kadzidłówko przez rosyjskich starowierców ok. 1830 r., na prawie dzierżawy dziedzicznej. Nazwa wsi pochodzi od nazwy okolicy leśnej, w której powstała. W 1839 r. były tu dwa domy i 32 mieszkańców. Do 1945 r. należała administracyjnie do Starej Ukty. W 1938 r., ówczesne władze nazistowskie w ramach akcji germanizacyjnej zmieniły urzędową nazwę wsi z Kadzidlowo na Einsiedeln.
W 1973 r. osada należała do sołectwa Nowa Ukta.

## Zabytki
- Osada Kulturowa (wpisana do rejestru zabytków) – zespół pięciu drewnianych budynków, w tym mazurska chata podcieniowa (muzeum) oraz Oberża pod Psem (siedziba Stowarzyszenia Sadyba)
- Cmentarz staroobrzędowców zał. w XIX w.[4]